# Schwarzer Engel
Schwarzer Engel (с нем. — «Чёрный ангел») — немецкая готик-метал-группа из Штутгарта, образованная музыкантом Дэйвом Джейсоном в 2007 году.

## История
Коллектив был создан в 2007 году вокалистом и гитаристом, выступающим под псевдонимом Дэйв Джейсон (нем. Dave Jason). В концертный состав коллектива вошли также гитаристы Йенс Линдмайер (нем. Jens Lindmaier), Штефан Грисхамер (нем. Stefan Grießhammer), бас-гитарист Берт Олер (нем. Bert Oeler) и барабанщик Марсель Войтович (нем. Marcel Woitowicz). Музыканты исполняют свою музыку на немецком языке; название группы в переводе означает «чёрный ангел». Особое влияние на музыкальный стиль, по признанию Джейсона, оказали Rammstein, Dimmu Borgir и Amon Amarth.
К 2010 году Schwarzer Engel подписали контракт с лейблом Trisol Music Group, на котором был выпущен дебютный альбом Apokalypse, который получил удовлетворительные отзывы со стороны рецензентов. Следующий альбом, Träume einer Nacht, вышел в свет в апреле 2011 года. В 2011—2012 годах группа принимала участие в различных фестивалях готической музыки.
В 2012 году музыканты подписали новый контракт с Massacre Records. Выпущенный в 2013 году альбом In brennenden Himmeln получил неоднозначные отзывы критиков: одни рецензенты оценили его как удовлетворительный, другими же релиз был оценен отрицательно; по версии немецкого издания тематического журнала Metal Hammer альбом был назван одним из худших по итогам 2013 года.
В 2013 году Schwarzer Engel принимали участие в крупных рок-фестивалях Rockharz Open Air и M'era Luna Festival.

## Релизы

### Дискография

#### Альбомы
- Apokalypse (2010)
- Träume einer Nacht (2011)
- In brennenden Himmeln (2013)
- Imperium I: Im Reich der Götter (2015)
- Imperium II: Titania (2016)
- Kult der Krähe (2018)
- Sieben (2022)
- Höhere Gewalt (2024)

#### Мини-альбомы
- Geister und Dämonen (2010)
- Schwarze Sonne (2013)[11]
- Götterfunken (2016)
- Sinnflut (2017)
- Kreuziget mich (2020)
- 100 Jahre (2024)

#### Синглы
- Psycho-Path (2013)
- Unheil (2018)
- Gott ist im Regen (2018)
- Paradies (2021)
- Ewig Leben (2021)
- Krähenbruder (2024)
- Einer Gegen Alle (2024)

### Видеография
- «Königin der Nacht» (2011)
- «Schwarze Sonne» (2013)
- «Ritt der Totten» (2016)
- «Krähen an die Macht» (2018)
- «Kreuziget mich» (2020)
- «Paradies» (2021)
- «Endzeit» (2021)
- «100 Jahre» (2024)